# El gendarme a Nova York
El gendarme a Nova York (títol original en francès: Le gendarme à New York) és una pel·lícula francesa dirigida per Jean Girault, estrenada el 1965. Va ser precedida per El gendarme de Saint-Tropez (1964) i seguida de El gendarme es casa (1968). Ha estat doblada al català.

## Argument
Els gendarmes de Saint-Tropez han estat escollits per representar França en un congrés internacional de la gendarmeria a Nova York. Després d'un viatge en el paquebot France, desembarquen a Manhattan. Aviat, Cruchot creu veure la seva filla Nicole una mica arreu... I amb raó: aquesta, desitjosa de descobrir el «Nou Món», s'ha embarcat en el vaixell com a passatgera clandestina, d'amagat del seu pare. Detinguda a la duana a la seva arribada, Nicole és abordada per un periodista amb qui es fa passar per a una òrfena àvida de descobrir Amèrica. Emocionat, i pensant treure un bonic article d'aquesta història, el periodista la tutela.
 Cruchot i la seva brigada descobreixen Nova York, excepte Fougasse que, malalt durant la travessia, ha estat hospitalitzat i on es quedarà fins al final del sojorn (descobreixen després de diversos dies de proves que era víctima d'una al·lèrgia als ocells de mar. I quan es vol reunir amb els altres, es trenca la cama).
 Tothom acaba per creure que Cruchot està boig i té al·lucinacions creient veure Nicole arreu. Anirà fins i tot fins a consultar un psicoanalista.
 Però Cruchot acaba trobant el rastre de Nicole.

## Repartiment
- Louis de Funès: el mariscal Ludovic Cruchot
- Geneviève Grad: Nicole, la filla de Cruchot
- Michel Galabru: L'ajudant Jérôme Gerber
- Jean Lefebvre: el gendarme Lucien Fougasse
- Christian Marin: el gendarme Albert Merlot
- Guy Grosso: el gendarme Gaston Tricard
- Michel Modo: el gendarme Jules Berlicot
- Alan Scott: Franck Davis, el periodista
- Mario Pisu: L'ajudant Renzo
- Vincent Baggetta, Jean Droze, Jean Mylonas, Renzo Serrato, Dominique Zardi i Marino Masè: els gendarmes italians
- Jean-Pierre Bertrand: el company de Nicole
- Billy Kearns: El tinent de policia
- Steve Eckhardt, Colin Higgins, Jean Minisini i Percival Russel: els policies americans
- Swen: el psiquiatre
- Albert Augier: El presentador de la publicitat
- Leroy Haynes: El taxista
- Pierre Tornade: El metge
- France Rumilly: La minyona
- François Valorbe: L'intèrpret a l'hotel
- Tibério Murgia: El dependent italià
- Roger Lumont: el recepcionista bilingue de l'hotel
- Denise Mac Laglen: Una venedora
- René Lefèvre-Bel
- John Prim
- Alex Scourby
- Carl Studer
- Viviane Méry
- Albert Augier:

## Llocs de rodatge
- França
  - Saint-Tropez
  - Niça
  - París
  - Le Havre
  - al paquebot France
- Estats Units
  - Nova York

## Al voltant de la pel·lícula
- La pel·lícula va ser un dels grans èxits de l'any 1965 amb més de cinc milions d'entrades venudes.
- Nombroses picades d'ull són presents a la pel·lícula com la seqüència del ballet, paròdia de la comèdia musical West Side Story o la seqüència de l'immoble que fa pensar inevitablement en els dies del cinema mut amb Charlie Chaplin.
- En el viatge en el paquebot France, els turistes prenien els gendarmes per duaners. Mentre Louis de Funès rodava als passadissos del paquebot, el comandant ha tingut la idea de projectar la primera obra. Un cop acaba la sessió, els turistes s'hi han llançat per aconseguir autògrafs.